# Euneophlebia pruinosa
Euneophlebia pruinosa är en fjärilsart som beskrevs av Emilio Berio 1940. Euneophlebia pruinosa ingår i släktet Euneophlebia och familjen nattflyn. Inga underarter finns listade i Catalogue of Life.